# Phayao (stad)
Phayao (Thais: พะเยา) is een stad in Noord-Thailand. Phayao is hoofdstad van de provincie Phayao en het district Phayao. De stad telde in 2000 bij de volkstelling 20.601 inwoners.
De stad ligt op de zuidoostelijke oevers van het Phayaomeer dat gevoed wordt door de Ing rivier.

## Geschiedenis
Phayao werd gesticht in de 11e eeuw en was de hoofdstad van een onafhankelijk koninkrijk. Dit koninkrijk werd later onderdeel van Lanna.

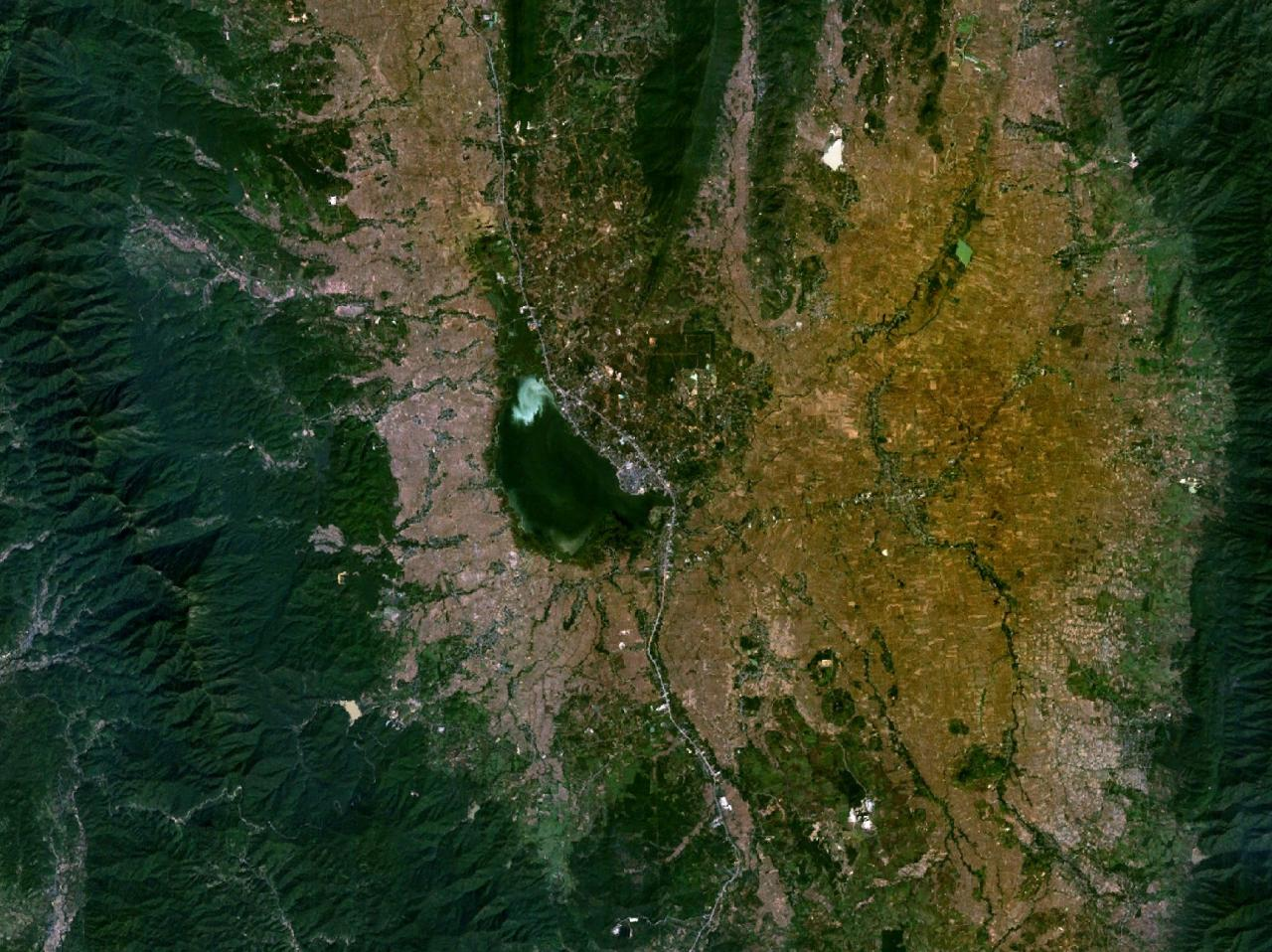
Satellietfoto van Phayao en omgeving
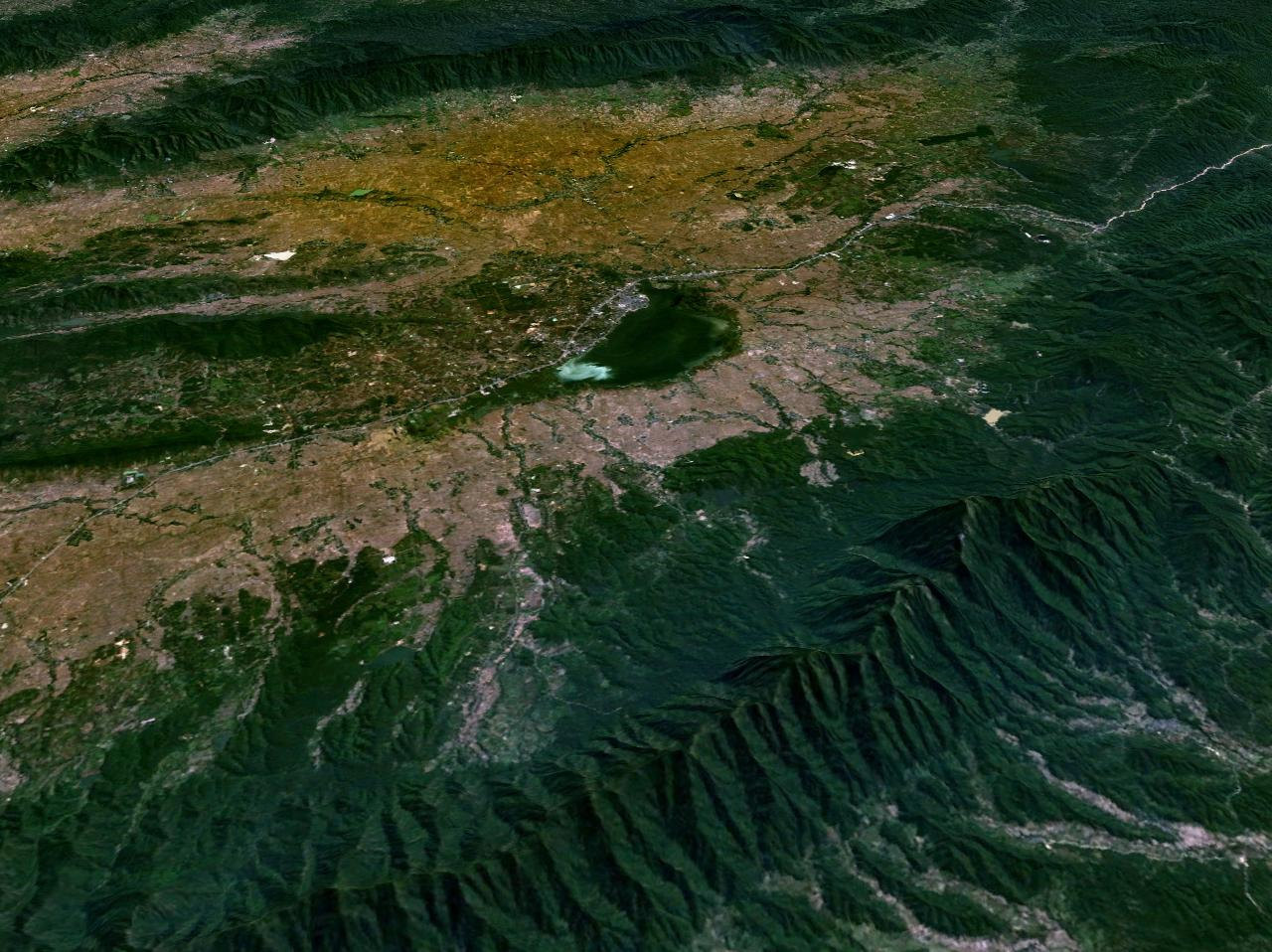
Phayao ligt beschut tussen bergketens aan weerszijden